# Pisarawiczy
Pisarawiczy (biał. Пісаравічы; ros. Писаревичи, Pisariewiczi) – wieś na Białorusi, w obwodzie mińskim, w rejonie soligorskim, w sielsowiecie Damanawiczy. W 2009 roku liczyła 43 mieszkańców.